# Heimwehfluhbahn
De Drahtseilbahn Interlaken–Heimwehfluh is een kabelspoorweg die naar de Heimwehfluh bij Interlaken West in het Berner Oberland omhoog loopt. De baan wordt als nostalgiebaan aangeprezen: zowel de motorruimte als ook het rolmateriaal bevinden zich nog overwegend in de originele toestand.
Bij het bergstation is een restaurant aanwezig, een uitkijktoren, een modelspoorbaan in schaal 0, een rodelbaanrondgang op de top en een monorail-rodelbaan.

## Geschiedenis
De Drahtseilbahn Interlaken–Heimwehfluh werd op 21 juli 1906 geopend.

## Technische gegevens
De baan is vanaf het begin elektrisch aangedreven. Hij is enkelsporig zonder remtandrad, met een passeerspoor in het midden, uitgevoerd met Abtse wissels en 2 wagens. De spoorwijdte is 1 meter. De stijging van de baan ligt tussen de 55 en 59%.

## Weblinks
- (de) Website der Heimwehfluh. Geraadpleegd op 22 november 2016.
- (de) Schweizer Seilbahninventar Nr.61.023 Interlaken - Heimwehfluh. Gearchiveerd op 23 juli 2023. Geraadpleegd op 22 november 2016.
- (de) Interlaken - Heimwehfluh. www.standseilbahnen.ch. Geraadpleegd op 22 november 2016.
- (en) Funimag. Geraadpleegd op 22 november 2016.